# 怪談テラーズ
『怪談テラーズ』（すとーりーテラーズ）は、2017年よりMONDO TVで放送されているホラー番組。

## 概要
怪談テラーズと書いて「ストーリー テラーズ」と読む。
心霊・オカルト話・非現実的な目撃談で世間を騒がせる都市伝説・情報ソースがはっきりしない怪奇現象、京都にあるお寺の本堂でそれらを語る夜会が開かれる。
毎回テーマを設け出演者のトークが繰り広げられる。その後、決して興味本位では近づいてはいけない禁断の心霊スポットを訪れて検証を行い、最後に怪談を披露する。
収録場所が京都の光照山蓮久寺であり、進行スタイルも似ていることから、関西テレビの「京都 本気（ガチ）で恐い怪談」の流れを受け継いでいると思われる。毎年、7月シーズンから１クール12回分追加されるが、2020年はコロナ禍の影響で11月にずれ込み、製作話数も半クール分6回となった。

## 出演者
- 竹内義和（作家・コラムニスト）
- 三木大雲（怪談住職）
- 田中俊行（オカルトコレクター）：1回 - 12回、34回、35回
- 進行[注 2]
  - 高島麻利央：1回 - 12回
  - 星加莉佐：13回 - 16回
  - 清水綾音：17回 - 36回、39回 - 42回[注 3]、43回 -
  - 谷日登美：30回

### ゲスト出演者
- 松原タニシ（事故物件住みます芸人）：13回 - 16回、43回、47回
- 下駄華緒（火葬場ミュージシャン）：17回 - 18回、24回[注 4]
- Apsu Shusei（紋様作家）：19回 - 20回、24回[注 4]
- 宇津呂鹿太郎（怪談を100円で買う男）：21回 - 24回[注 4]
- 深津さくら（怪談と結婚した女）：25回、30回、40回、42回[注 4]
- 笑福亭純瓶（落語家）：26回、29回
- Bugって花井（声優？）：27回
- 前塚あつし（アナウンサー）：28回
- 旭堂小南陵（講談師）：31回、36回[注 4]
- 恐怖新聞健太郎（死国の怪談配達人）：32回、36回[注 4]
- 三輪チサ（枚方怪談サークル主催）：33回、36回[注 4]
- Coco（オカルトラベラー）：37回、40回、41回[注 4]
- 夢民（大道芸人）：38回、41回[注 4]
- ワダ（怪談大好き建築家）：39回、42回[注 4]
- 徳丸新作（俳優）：44回、48回
- つるんづマリー（漫画家）：45回、47回
- 新宅マキ（うずまきアイドル）：46回、48回

## スタッフ
- ナレーター：松本拓也
- 撮影協力：日蓮宗光照山蓮久寺
- 構成：柳田光司
- ディレクター：小宮山雅宏（元気な事務所）、岩村幸治（クーリーズ）
- 撮影：野坂幸一郎、田嶋新悟（アジャプロ）
- 音声：梅田智文（アジャプロ）
- ENG撮影：平尾隆弘
- 編集：松浦勇二
- CG：樽見孝弘
- 制作協力：元気な事務所、クーリーズ
- プロデューサー：櫻井義久（ターナージャパン）
- 製作・著作：ターナージャパン、MONDO TV